# Werkendam

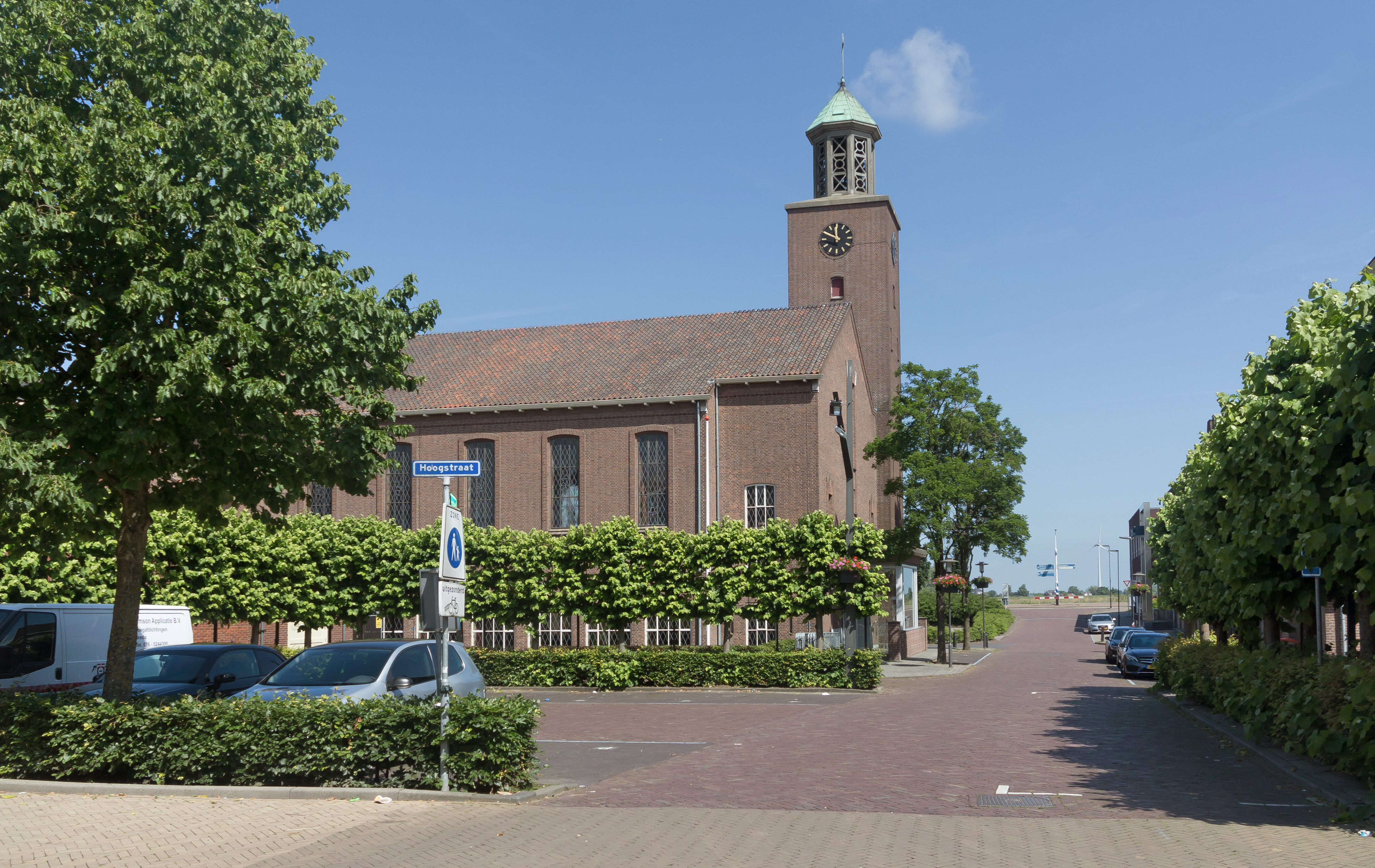
Werkendam, Kirche: de Maranathakerk

Werkendam (anhörenⓘ) ist ein Ort und eine ehemalige Gemeinde in den Niederlanden, Provinz Noord-Brabant. Sie hatte eine Gesamtfläche von 124,7 km², davon waren etwa 10 % Wasserfläche. Zum 1. Januar 2019 wurde die Gemeinde mit den Gemeinden Aalburg und Woudrichem zur neuen Gemeinde Altena zusammengeschlossen.

## Orte und Sehenswürdigkeiten
Zur Gemeinde Werkendam gehörten:
- der Hauptort gleichen Namens, wo sich die Gemeindeverwaltung befand
- das Dorf Dussen, mit dem Schloss gleichen Namens, dieses sehenswerte Gebäude kann vom April bis zum Oktober an Mittwoch- und Samstag Nachmittagen besichtigt werden
- das Dorf Hank mit seinem Jachthafen am Rande des Nationalparks De Biesbosch
- die Dörfer Sleeuwijk und Nieuwendijk, mit in der Umgebung einigen bemerkenswerten Mühlen und Bauernhöfen
- ein Teil des Naturgebietes Biesbos oder De Biesbosch mit dem 12 km von Werkendam entfernten Biesbosch-Museum

## Lage und Wirtschaft
Die Gemeinde bildete den westlichen Teil des sogenannten Land van Heusden en Altena, zwischen Dordrecht, das jenseits der Nieuwe Merwede liegt, im Nordwesten  und Heusden in Noord-Brabant im Süden, das jenseits der Bergsche Maas liegt.
Die Autobahn  A27 Utrecht–Breda durchquert die Gemeinde in Nord-Süd-Richtung. Die nordöstliche Nachbargemeinde, Gorinchem, hat den nächstgelegenen Bahnhof (von dort aus 5 km per Bus nach Werkendam).
Werkendam hat einige große Binnenhäfen, die vor allem zur Wartung und Reparatur von Rhein- und anderen Binnenschiffen ausgerüstet sind. Auch ist Werkendam der Heimatort vieler Baggerschiffsunternehmen. In den anderen Orten der Gemeinde sind vor allem die Landwirtschaft und der Wassersporttourismus bedeutend.

## Geschichte
Werkendam entstand Mitte des 13. Jahrhunderts, bei einem kleinen Fluss De Werken, der vielleicht durch Wasserwerke entstanden ist. Im Jahr 1641 brannte das Dorf größtenteils nieder. Das günstig am Fluss zwischen Rotterdam und dem Ruhrgebiet liegende Werkendam ist immer ein Dorf von Schiffern, früher auch von Fischern und Binsenschneidern gewesen. Im 20. Jahrhundert kam das Handwerk des Ausbaggerns von Binnengewässern und Außenhäfen hinzu. Werkendam ist der Heimathafen zahlreicher Binnenschiffer.
Dussen entstand rund um das 1393 erbaute Schloss. Dorf und Schloss wurden bei der Flutkatastrophe von 1421 zerstört. Im Jahr 1456 war das Schloss, das von lokalen Herren aus dem Geschlecht der Van der Dussen bewohnt wurde, wiederhergestellt worden. Dussen war bis 1997 eine selbständige Gemeinde, das Schloss diente von 1954 bis 1997 als Rathaus.
Im Winter 1944/45 fand in der Nähe die Schlacht am Kapelsche Veer zwischen Wehrmacht und alliierten Truppen statt.